# Янково-Ґданське
Янково-Ґданське (пол. Jankowo Gdańskie, нім. Jenkau) — село в Польщі, у гміні Кольбуди Ґданського повіту Поморського воєводства.
Населення — 623 особи (2011).
У 1975-1998 роках село належало до Гданського воєводства.

## Демографія
Демографічна структура станом на 31 березня 2011 року:
|          | Загалом | Допрацездатний вік | Працездатний вік | Постпрацездатний вік |
| -------- | ------- | ------------------ | ---------------- | -------------------- |
| Чоловіки | 296     | 76                 | 204              | 16                   |
| Жінки    | 327     | 81                 | 210              | 36                   |
| Разом    | 623     | 157                | 414              | 52                   |